# Đại hội Đảng Cộng sản Trung Quốc lần thứ XIX
Đại hội Đại biểu Toàn quốc lần thứ XIX Đảng Cộng sản Trung Quốc, gọi tắt là Đại hội Đảng 19, đã được tổ chức tại Bắc Kinh, Cộng hòa Nhân dân Trung Hoa vào ngày 18 tháng 10 năm 2017. Tại phiên bế mạc Đại hội ngày 24 tháng 10, đã bầu ra Ban Chấp hành Trung ương Đảng khóa XIX và Ủy ban Kiểm tra Kỷ luật Trung ương Đảng khóa XIX.
Được tổ chức 5 năm một lần, Đại hội Đảng Cộng sản TQ được coi là hoạt động quan trọng nhất trong đời sống chính trị của quốc gia đông dân nhất thế giới này. Dư luận Trung Quốc và thế giới dành sự chú ý đặc biệt cho Đại hội lần này, nơi đề ra những quyết sách quan trọng cho phương hướng phát triển của nền kinh tế lớn thứ hai thế giới cho những năm 2017-2022.
Hơn 2.300 đại biểu và các đại biểu đặc biệt thông qua các nghị quyết về báo cáo của Ban chấp hành CPC khóa 18, một báo cáo hoạt động của CCDI và một bản sửa đổi Điều lệ CPC.
"Kỷ nguyên mới" của Trung Quốc là chủ đề chính xuyên suốt báo cáo chính trị được ông Tập Cận Bình đọc tại khai mạc Đại hội đảng Cộng sản Trung Quốc lần thứ XIX hôm 18/10. Trong bài phát biểu, ông Tập 26 lần miêu tả Trung Quốc bằng những từ như "siêu cường" hoặc "cường quốc". Báo cáo chính trị này gồm các phần về chính trị, kinh tế, quốc phòng, chính sách đối ngoại, Hồng Kông và Đài Loan.
Tại phiên họp đầu tiên của Ban Chấp hành Trung ương Đảng đã bầu ông Tập Cận Bình tiếp tục làm Tổng Bí thư, các thành viên Bộ Chính trị, Thường vụ Bộ Chính trị, Ban Bí thư Trung ương và Ủy ban Quân sự Trung ương.
Ngày 24 tháng 10 năm 2017, trong phiên họp bế mạc, Đại hội Đảng Cộng sản Trung Quốc lần thứ XIX đã thống nhất đưa Tư tưởng Tập Cận Bình về chủ nghĩa xã hội đặc sắc Trung Quốc trong thời đại mới vào Điều lệ Đảng Cộng sản Trung Quốc.

## Chủ đề Đại hội 19
Chủ đề đại hội lần này là: "Không quên lòng dạ lúc ban đầu, khắc ghi sứ mệnh, giơ cao ngọn cờ vĩ đại chủ nghĩa xã hội đặc sắc Trung Quốc, quyết thắng toàn diện xây dựng nên xã hội tiểu khang, giành lấy thắng lợi vĩ đại của chủ nghĩa xã hội đặc sắc Trung Quốc thời đại mới, phấn đấu không mệt mỏi vì thật hiện giấc mơ Trung Quốc phục hưng dân tộc Trung Hoa vĩ đại" .
Không quên lòng dạ lúc ban đầu rồi mới có thể đạt được từ đầu đến cuối. Bản tâm và sứ mệnh của người đảng viên cộng sản Trung Quốc chính là mưu cầu hạnh phúc cho nhân dân Trung Quốc, mưu cầu phục hưng dân tộc Trung Hoa. Bản tâm và sứ mệnh này chính là động lực căn bản cổ vũ người đảng viên cộng sản Trung Quốc không ngừng tiến lên. Toàn thể đảng viên Đảng Cộng sản Trung Quốc phải luôn cùng chung hơi thở, cùng chung mệnh vận, cùng chung nhịp đập trái tim với nhân dân, luôn coi mong ước về cuộc sống tươi đẹp của nhân dân là mục tiêu phấn đấu của mình, hăng hái tiến lên thật hiện mục tiêu lớn lao phục hưng vĩ đại dân tộc Trung Hoa với tinh thần sắt son và ý chí phấn đấu quyết tiến không lùi.
Hiện nay, tình hình trong và ngoài nước đang biến đổi sâu sắc, phức tạp, sự phát triển của Trung Quốc vẫn đang trong thời kì cơ hội chiến lược quan trọng, triển vọng vô cùng tươi sáng, nhưng thách thức cũng vô cùng cam go. Toàn thể đảng viên Đảng Cộng sản Trung Quốc nhất định phải nhìn xa trông rộng, trong lúc bình yên phải lường trước những nguy cơ, dám cải cách, dám sáng tạo, không bao giờ được cứng nhắc, đình trệ, phải đoàn kết dẫn dắt các dân tộc trong cả nước quyết thắng toàn diện xây dựng nên xã hội tiểu khang, nỗ lực giành lấy thắng lợi vĩ đại của chủ nghĩa xã hội đặc sắc Trung Quốc thời đại mới .

## Mục tiêu
- Xây dựng Trung Quốc trở thành "xã hội thịnh vượng vừa phải" vào năm 2020 - mục tiêu phía sau chính sách kinh tế của nước này trong 5 năm qua.
- Dự đoán Trung Quốc trở thành siêu cường xã hội chủ nghĩa hiện đại đặc thù Trung Hoa vào năm 2050.

"Nhân dân Trung Quốc sẽ được hưởng sự hạnh phúc và thịnh vượng cao hơn, và dân tộc Trung Quốc sẽ có chỗ đứng cao hơn, vững hơn trên trường quốc tế", ông Tập nói về tầm nhìn của ông cho năm 2050.

## Tư tưởng Tập Cận Bình
Ngày 24 tháng 10 năm 2017, trong phiên họp bế mạc, các đại biểu đã bỏ phiếu về sửa đổi điều lệ đảng, chính thức đưa "Tư tưởng Tập Cận Bình" vào bản điều lệ. Học thuyết mới được gọi tên chính thức là "Tư tưởng Tập Cận Bình về chủ nghĩa xã hội đặc sắc Trung Quốc trong thời đại mới". Như vậy, kể từ thời Mao Trạch Đông- người sáng lập ra đất nước Trung Quốc hiện đại, đây là lần đầu tiên một lãnh đạo đương quyền có hệ tư tưởng được ghi nhận và nêu tên chính thức trong điều lệ đảng. Ngoài "Tư tưởng Mao Trạch Đông", điều lệ đảng Cộng sản Trung Quốc còn ghi nhận cả "Lý luận Đặng Tiểu Bình".

## Chính sách đối nội
Về đối nội, Đại hội XIX sẽ tiếp tục tái xác lập vị trí lãnh đạo trong nhiệm kỳ tới của Tổng Bí thư Tập Cận Bình và có thể tiếp tục triển khai những chính sách quan trọng về đối nội đang tiến hành trong 5 năm qua. Việc xây dựng bố cục tổng thể "5 trong 1" (xây dựng kinh tế, chính trị, văn hoá, xã hội và sinh thái phát triển hài hoà trong một bố cục tổng thể) tiếp tục được đẩy mạnh, thúc đẩy bố cục chiến lược "4 toàn diện" (xây dựng xã hội khá giả toàn diện, cải cách sâu sắc toàn diện, quản lý đất nước bằng pháp luật toàn diện và quản lý Đảng nghiêm khắc toàn diện). Trung Quốc sẽ tiếp tục thúc đẩy toàn diện quản lý đất nước theo pháp luật và hiện đại hoá năng lực quản lý đất nước, xây dựng nhà nước pháp quyền Xã hội chủ nghĩa. Xây dựng quân đội hùng mạnh hàng đầu thế giới, là quân đội của nhân dân, tuân theo sự lãnh đạo toàn diện của Đảng. Thúc đẩy xây dựng quan hệ nước lớn kiểu mới, thúc đẩy cộng đồng chung vận mệnh của nhân loại,... Trong 5 năm qua, dưới sự lãnh đạo của Tổng Bí thư Tập Cận Bình, Trung Quốc đã triển khai hàng loạt các chính sách quan trọng về kinh tế nhằm đưa quốc gia này phát triển theo hướng "xanh" hơn, nền kinh tế phát triển theo chiều sâu và tiết kiệm năng lượng nhưng đi cùng với đó là những vấn đề mà Trung Quốc phải đối mặt đó là những vấn đề nổi bật về phát triển không cân đối không đầy đủ vẫn chưa giải quyết được, chất lượng và hiệu quả phát triển chưa cao, năng lực sáng tạo chưa đủ mạnh.
Trình độ của kinh tế thực thể chưa được nâng cao, bảo vệ môi trường sinh thái còn là nhiệm vụ nặng nề và lâu dài, lĩnh vực dân sinh còn nhiều thiếu hụt, nhiệm vụ thoát nghèo còn khó khăn, chênh lệch khoảng cách giữa nông thôn và thành thị và giữa các khu vực vẫn còn khá lớn, những vấn đề như việc làm, giáo dục, y tế, cư trú, dưỡng lão… vẫn còn nhiều tồn tại; mâu thuẫn xã hội còn chồng chất, năng lực quản lý đất nước vẫn chưa được tăng cường, đấy tranh trên lĩnh vực hình thái ý thức vẫn còn phức tạp, an ninh quốc gia đang đứng trước tình hình mới, xây dựng đảng vẫn tồn tại nhiều khâu còn yếu kém...
Do đó, Đại hội XIX lần này ngoài việc tiếp tục đề ra những định hướng phát triển kinh tế hợp lý thì việc giải quyết những vấn đề an sinh xã hội, tạo thêm nhiều việc làm, cải thiện đời sống người dân cũng là một trách nhiệm vô cùng quan trọng mà Trung Quốc phải giải quyết.
Về chiến dịch chống tham nhũng, trong 5 năm qua hơn 1,3 triệu quan chức từ trung ương đến địa phương ở Trung Quốc đã bị xử lý và có thể khẳng định xu thế này sẽ được tiếp tục đẩy mạnh.

## Chính sách đối ngoại
Trong 5 năm qua, hình ảnh một Trung Quốc ngày càng quyết đoán hơn trong các vấn đề quốc tế và khu vực ngày càng rõ nét và đang chuyển dần từ "giấu mình chờ thời" sang giai đoạn "trỗi dậy mạnh mẽ". Trung Quốc đã rất chủ động xây dựng quan hệ với các nước lớn, đề xuất khung quan hệ nước lớn kiểu mới với Mỹ, gia tăng ảnh hưởng địa chính trị thông qua sáng kiến chiến lược "Vành đai và Con đường", thách thức vai trò và ảnh hưởng với các thể chế tài chính truyền thống thông qua thành lập nhiều tổ chức tài chính quốc tế mới như Ngân hàng đầu tư cơ sở hạ tầng châu Á, Ngân hàng phát triển mới... Mục đích cuối cùng của Trung Quốc là nhằm đạt được sự công nhận của cộng đồng quốc tế về một vị trí ngang hàng với Mỹ trong nhóm những nước lãnh đạo toàn cầu
Đường lối đối ngoại được xác lập trong Đại hội XIX được dự đoán sẽ tiếp tục là cánh tay nối dài những chính sách đối ngoại mà TQ đã triển khai trong thời gian vừa qua

## Cải tổ Quân đội
- Dự đoán Trung Quốc sẽ nỗ lực cải cách toàn diện Quân Giải phóng Nhân dân Trung Quốc để đưa lực lượng này trở thành một trong những lực lượng quân đội hàng đầu thế giới vào năm 2050, đồng thời nhấn mạnh sự cần thiết phải hiện đại hóa khả năng chiến đấu của quân đội "Quân đội được xây dựng để chiến đấu". Quân đội Trung Quốc sẽ mạnh mẽ giống như quân đội Mỹ

## Nhân sự cao cấp
Đại hội Đảng diễn ra hai lần một thập niên, điểm chính của nó là sự chuyển giao lãnh đạo cấp cao. Các tổ chức tối cao của Đảng sẽ thay đổi cấu trúc đáng kể. Bao gồm Bộ Chính trị 25 ủy viên, Ban Thường vụ Bộ Chính trị gồm 7 ủy viên và Ủy ban Kiểm tra Kỷ luật Trung ương.

### Tổng Bí thư
| Họ và tên    | Chân dung | Chức vụ đảm nhiệm                                                                    | Năm sinh | Năm vào Bộ Chính trị |
| ------------ | --------- | ------------------------------------------------------------------------------------ | -------- | -------------------- |
| Tập Cận Bình |           | Tổng Bí thư Chủ tịch nước Chủ tịch Quân ủy Trung ương Ủy viên Thường vụ Bộ Chính trị | 1953     | 2007                 |

### Ủy viên Thường vụ Bộ Chính trị
- Danh sách chính thức Ủy viên Thường vụ Bộ Chính trị khóa XIX là:

| Họ và tên     | Chân dung | Chức vụ cũ (trước Đại hội XIX)                                                       | Năm sinh | Năm vào Bộ Chính trị | Chức vụ mới                                                                  |
| ------------- | --------- | ------------------------------------------------------------------------------------ | -------- | -------------------- | ---------------------------------------------------------------------------- |
| Tập Cận Bình  |           | Tổng Bí thư Chủ tịch nước Chủ tịch Quân ủy Trung ương Ủy viên Thường vụ Bộ Chính trị | 1953     | 2007                 |                                                                              |
| Lý Khắc Cường |           | Thủ tướng Quốc vụ viện Ủy viên Thường vụ Bộ Chính trị                                | 1955     | 2007                 |                                                                              |
| Uông Dương    |           | Phó Thủ tướng Quốc vụ viện                                                           | 1955     | 2007                 | Chủ tịch Ủy ban toàn quốc Hội nghị Chính trị Hiệp thương Nhân dân Trung Quốc |
| Vương Hỗ Ninh |           | Chủ nhiệm Văn phòng Nghiên cứu Chính sách Trung ương                                 | 1955     | 2012                 | Bí thư Ban Bí thư Trung ương                                                 |
| Triệu Lạc Tế  |           | Bí thư Ban Bí thư Trung ương Trưởng ban Tổ chức Trung ương                           | 1957     | 2012                 | Bí thư Ủy ban Kiểm tra Kỷ luật Trung ương                                    |
| Lật Chiến Thư |           | Bí thư Ban Bí thư Trung ương Chủ nhiệm Văn phòng Trung ương đảng                     | 1950     | 2012                 | Ủy viên trưởng Ủy ban thường vụ Đại hội đại biểu nhân dân toàn quốc          |
| Hàn Chính     |           | Bí thư Thành ủy Thượng Hải                                                           | 1954     | 2012                 | Phó Thủ tướng Quốc vụ viện                                                   |

### Ủy viên Bộ Chính trị
- Danh sách chính thức Ủy viên Bộ Chính trị BCHTW ĐCSTQ là:

1. Tập Cận Bình: Tổng bí thư kiêm Chủ tịch nước, Chủ tịch Quân ủy Trung ương
2. Lý Khắc Cường: Thủ tướng Quốc vụ viện
3. Lật Chiến Thư: Chánh văn phòng trung ương Đảng Cộng sản Trung Quốc, trợ lý cho Chủ tịch Tập Cận Bình trong một loạt vấn đề từ ngoại giao, kinh tế đến cải cách tư pháp, Chánh văn phòng Ủy ban An ninh Quốc gia do ông Tập sáng lập. Dự kiến, Lật sẽ là Chủ tịch Quốc hội.
4. Triệu Lạc Tế: sinh năm 1957, Bí thư Ủy ban Kiểm tra Kỷ luật trung ương Đảng Cộng sản Trung Quốc-, nguyên Bí thư Ban Tổ chức Trung ương Đảng Cộng sản Trung Quốc, nguyên Bí thư tỉnh Thiểm Tây giai đoạn 2007-2012.
5. Uông Dương: Phó Thủ tướng Trung Quốc, có vai trò quan trọng trong việc thúc đẩy các cuộc đàm phán giữa Trung Quốc và Mỹ về các vấn đề thương mại, được cho là có mối quan hệ thân cận với cựu Chủ tịch Hồ Cẩm Đào. Dự kiến, Uông sẽ trở thành Chủ tịch Ủy ban toàn quốc Hội nghị Chính trị Hiệp thương Nhân dân Trung Quốc (Chính Hiệp)
6. Vương Hỗ Ninh: từ lâu được coi là "bộ óc" đằng sau tư tưởng điều hành của Chủ tịch Tập Cận Bình, từng là cố vấn chính trị cho hai cựu lãnh đạo trung Quốc là Giang Trạch Dân và Hồ Cẩm Đào. Dự kiến, Vương sẽ trở thành người đứng đầu cơ quan phụ trách vấn đề tư tưởng, tuyên truyền và tổ chức đảng.
7. Hàn Chính: sinh năm 1954, Ông từng giữ chức thị trưởng Thượng Hải năm 2003 - 2012, Bí thư Thành ủy Thuộng Hải năm 2012-2017. Ông là chính khách có tư tưởng khích lệ doanh nghiệp và được cho là góp phần đáng kể vào công cuộc phát triển kinh tế ở Thượng Hải. Dự kiến, Hàn sẽ trở thành Phó thủ tướng Quốc vụ viện.
8. Đinh Tiết Tường: sinh 1962, thư ký của Tập Cận Bình khi còn làm Bí thư Thành ủy Thượng Hải, hiện tại là Phó Chánh Văn phòng Trung ương Đảng
9. Vương Thần: Phó Chủ tịch Quốc hội kiêm Tổng thư ký Quốc hội Trung Quốc
10. Lưu Hạc: sinh 1952, Chánh Văn phòng Tiểu ban Chỉ đạo Tài chính Kinh tế Trung ương, là cố vấn kinh tế hàng đầu cho Tập
11. Hứa Kỳ Lượng: cựu Phi công quân sự, Thượng tướng Không quân, Phó Chủ tịch Quân ủy Trung ương
12. Tôn Xuân Lan: Trưởng ban Mặt trận thống nhất trung ương
13. Lý Hy: sinh 1956, được coi là đồng minh của Tập; Bí thư Tỉnh ủy tỉnh Quảng Đông
14. Lý Cường: sinh 1959, từng là cấp phó của Tập Cận Bình ở tỉnh Chiết Giang, hiện tại là Bí thư Thành ủy Thượng Hải
15. Lý Hồng Trung: sinh 1956, Bí thư Thành ủy Thiên Tân; Lý có kinh nghiệm làm lãnh đạo đảng tại Khu kinh tế đặc biệt Thâm Quyến, tỉnh trưởng Chính phủ nhân dân và Bí thư Tỉnh ủy Hồ Bắc
16. Dương Khiết Trì: Ủy viên Quốc vụ viện đặc trách đối ngoại và vấn đề Đài Loan;
17. Dương Hiểu Độ: Phó Bí thư Ủy ban Kiểm tra kỷ luật Trung ương Đảng;
18. Trương Hựu Hiệp: Bộ trưởng Bộ Phát triển Trang bị Vũ khí, Phó Chủ tịch Quân ủy Trung ương;
19. Trần Hy: Phó Trưởng ban Thường trực Ban tổ chức Trung ương, bạn đọc cũ thời đại học của Tập Cận Bình;
20. Trần Toàn Quốc: sinh 1955, từng là cấp phó của Lý Khắc Cường ở Hà Nam, Bí thư Khu ủy Tây Tạng (2011-2016), Bí thư Đảng ủy Khu tự trị Duy Ngô Nhĩ Tân Cương từ năm 2016;
21. Trần Mẫn Nhĩ: sinh 1960, từng là cấp phó của Tập Cận Bình ở tỉnh Chiết Giang, hiện tại là Bí thư Thành ủy Trùng Khánh;
22. Hồ Xuân Hoa: sinh năm 1963, Phó Thủ tướng Quốc vụ viện, đồng minh thân cận của Hồ Cẩm Đào;
23. Quách Thanh Côn: sinh 1951, Bộ trưởng Bộ Công an;
24. Hoàng Khôn Minh: một cấp dưới thân cận cũ của Tập Cận Bình khi còn nắm quyền ở Phúc Kiến và Chiết Giang, nguyên Bi thư Thành ủy Hàng Châu, tỉnh Chiết Giang;.
25. Thái Kỳ, sinh năm 1955, Bí thư Thành ủy Bắc Kinh, là một người rất thân cận với Chủ tịch Tập Cận Bình. Gần như suốt sự nghiệp của mình, ông Thái đều phục vụ dưới trướng ông Tập. Khi ông Tập làm bí thư Phúc Kiến và Chiết Giang, ông Thái đều đảm nhiệm các chức vụ cao ở những tỉnh này.

Bà Tôn Xuân Lan là cán bộ nữ duy nhất trong danh sách này, khả năng sẽ được bổ nhiệm làm Phó thủ tướng Quốc vụ viện phụ trách các vấn đề y tế-giáo dục-thể thao. Đáng chý ý nhất là Ủy viên Quốc vụ phụ trách vấn đề ngoại giao Dương Khiết Trì được bầu vào Bộ Chính trị, nhiều khả năng sẽ được bổ nhiệm làm Phó thủ tướng kiêm phụ trách các vấn đề đối ngoại của Trung Quốc trong thời gian tới.

### Ban Chấp hành Trung ương
Ban Chấp hành Trung ương gồm 200 thành viên, cũng sẽ được bầu tại Đại hội. Từ năm 2007 các cấp bậc cao hơn của bộ máy Đảng với độ tuổi trung bình tăng lên trong khi vẫn giữ giới hạn về hưu. Do đó có thể phần lớn các thành viên của Ban Chấp hành Trung ương lần thứ XIX sẽ được sinh ra trong khoảng từ năm 1955 đến năm 1965. Các thành viên được bầu ra sau năm 1965 có thể trở thành ứng cử viên đầy hứa hẹn cho thế hệ lãnh đạo thứ 7 sẽ nằm quyền lực từ năm 2032.
Theo Tân Hoa xã, sáng 24/10, trong phiên bế mạc Đại hội Đại biểu toàn quốc lần thứ XIX của Đảng Cộng sản Trung Quốc (Đại hội XIX), các đại biểu đã thông qua danh sách 204 Ủy viên Ban Chấp hành Trung ương Đảng Cộng sản Trung Quốc khóa XIX, trong đó chỉ có 10 ủy viên trung ương nữ.
Ngoài ra, Đại hội XIX cũng thông qua danh sách 172 Ủy viên dự khuyết Ban Chấp hành Trung ương Đảng Cộng sản Trung Quốc khóa XIX.

### Quân ủy Trung ương
- Chủ tịch là Tổng bí thư Tập Cận Bình, phụ trách toàn bộ hoạt động của Quân ủy trung ương.
- Phó Chủ tịch: Thượng tướng không quân Hứa Kỳ Lượng, dự kiến sẽ phụ trách hoạt động quân sự tác chiến.
- Phó Chủ tịch: Thượng tướng Trương Hựu Hiệp, dự kiến sẽ phụ trách công tác chính trị tư tưởng.
- 4 Ủy viên Quân ủy gồm các tướng lĩnh: 
  - Ngụy Phượng Hòa- Thượng tướng, Tư lệnh lực lượng tên lửa.
  - Lý Tác Thành- Thượng tướng, Tham mưu trưởng Bộ tham mưu tác chiến liên hợp Quân ủy trung ương.
  - Miêu Hoa- Đô đốc hải quân, Chủ nhiệm Bộ công tác chính trị Quân ủy trung ương.
  - Trương Thăng Dân- Trung tướng, Chủ nhiệm Ủy ban kiểm tra kỷ luật Quân ủy trung ương.

Như vậy Ban lãnh đạo Quân ủy trung ương khóa XIX chỉ còn lại 7 thành viên, giảm 4 thành viên so với Quân ủy trung ương khóa 18. Trong đó biến động nhất là số lượng Ủy viên Quân ủy trung ương. Đáng chú ý, lần đầu tiên Bộ trưởng Bộ Quốc phòng Trung Quốc không phải là Ủy viên Quân ủy Trung ương Trung Quốc.
Số lượng Ủy viên Quân ủy trung ương khóa 18 gồm 8 thành viên. Tuy nhiên, tại Đại hội XIX số lượng này đã giảm xuống còn 4 thành viên.

### Ủy ban Kiểm tra kỷ luật trung ương
- Ông Triệu Lạc Tế được chọn giữ chức Bí thư Ủy ban kiểm tra kỷ luật trung ương ĐCSTQ (CCDI), cơ quan hàng đầu phụ trách chiến dịch chống tham nhũng của Trung Quốc.
- Phó Bí thư:Dương Hiểu Độ(kiêm Chủ nhiệm Ủy ban giám sát nhà nước),Truong Thăng Dân,Lưu Kim Quốc,Dương Hiểu Siêu,Lý Thư Lỗi,Từ Lệnh Nghĩa,Tiêu Bùi,Trần Tiểu Giang.